# Crouy-sur-Cosson

Crouy-sur-Cosson este o comună în departamentul Loir-et-Cher, Franța. În 1 ianuarie 2022 avea o populație de 521 de locuitori.